# Blackwood (rzeka)
Blackwood – rzeka w Australii, w stanie Australia Zachodnia. Ma około 300 km długości. Powstaje w wyniku połączenia dwóch głównych dopływów – rzek Arthur i Balgarup. Płynie w kierunku południowo-zachodnim. Uchodzi do Oceanu Indyjskiego w zatoce Hardey Inlet, w miejscowości Augusta. Rzeka została nazwana w 1830 roku przez gubernatora Jamesa Stirlinga na cześć wiceadmirała Henry'ego Blackwooda. Rzeka wylewała w latach 1945, 1947 i 1949. Do największych zagrożeń związanych z rzeką należy zwiększające się zasolenie wód, a także zanieczyszczenie azotem i fosforem pochodzącymi z materii organicznej oraz nawozów z pól uprawnych i terenów miejskich. Od początku lat 90. XX wieku w rzece kilkakrotnie pojawiły się zakwity sinic. Nad rzeką położone są miejscowości Boyup Brook, Bridgetown i Nannup.